# Alyssum gadorense
Alyssum gadorense là một loài thực vật có hoa trong họ Cải. Loài này được P.Küpfer mô tả khoa học đầu tiên năm 1993.